# Aniceto Sela Sampil
Aniceto Sela Sampil (Santullano de Mieres, 13 de setembre de 1863 – Oviedo, 1935) fou un jurista asturià, rector de la Universitat d'Oviedo, membre del Grup d'Oviedo, i pare del també jurista Luis Sela Sampil.

## Biografia
Va estudiar Dret a la Universitat d'Oviedo, doctorant-se en Internacional a la Central de Madrid. Va ser designat professor de la Institución Libre de Enseñanza. El 1888 va obtenir plaça de catedràtic de Dret Internacional Públic i Privat a la Universitat de València. Es va traslladar a la d'Oviedo, en la qual es va jubilar el 1933. Va ser rector d'aquesta universitat el 1900, secretari de la seva Junta d'Extensió Universitària des de 1898.
Va representar a la universitat asturiana al Congrés Pedagògic Hispanoamericà de Madrid i en les assemblees universitàries de València d'octubre de 1902, i va presidir la de Barcelona, el 1905. Va ser director general d'Ensenyament Primari el 1919. El 1911 va ser escollit associat de l'Institut de Dret Internacional, i el 1921, membre de l'Institut. Va presidir des de 1929 l'Associació Francisco de Vitoria. Va col·laborar en l'Enciclopedia jurídica Seix i en el Boletín de la Institución Libre de Enseñanza. El 1919 va pronunciar a Bordeus la conferència: Concepción Arenal et le droit de la guerre, a Madrid: La Sociedad de las Naciones, i el 1929: Vitoria y los medios de adquirir la soberanía territorial.
Va realitzar uns brillants comentaris al Rapport sur les mandats internationaux, d'Henri Rolin. També va traduir de l'alemany el manual de Franz Neumann Derecho Internacional Público Moderno. Va ser mestre de notables deixebles, com Camilo Barcia Trelles, Adolfo Miaja de la Muela, el seu fill Luis Sela Sampil o César G.F. Castañón. En el Butlletí de la Institución Libre de Enseñanza va publicar: Los procedimientos de enseñanza en la Facultad de Derecho de la Universidad de Oviedo, Derecho Internacional Público y Derecho Internacional Privado, La misión moral de la Universidad, etc. Alguns dels seus postulats van ser revolucionaris per a la seva època. El seu pacifisme va estar molt influït pel pensament de Concepción Arenal. Té dedicat un carrer a Oviedo. Va ser germà de l'escriptor Inocencio Sela Sampil.

## Obres
- Curso popular de Derecho Internacional (1912)
- Manual de Derecho Internacional (1911)
- La Educación Nacional: hechos e ideas